# Cantão

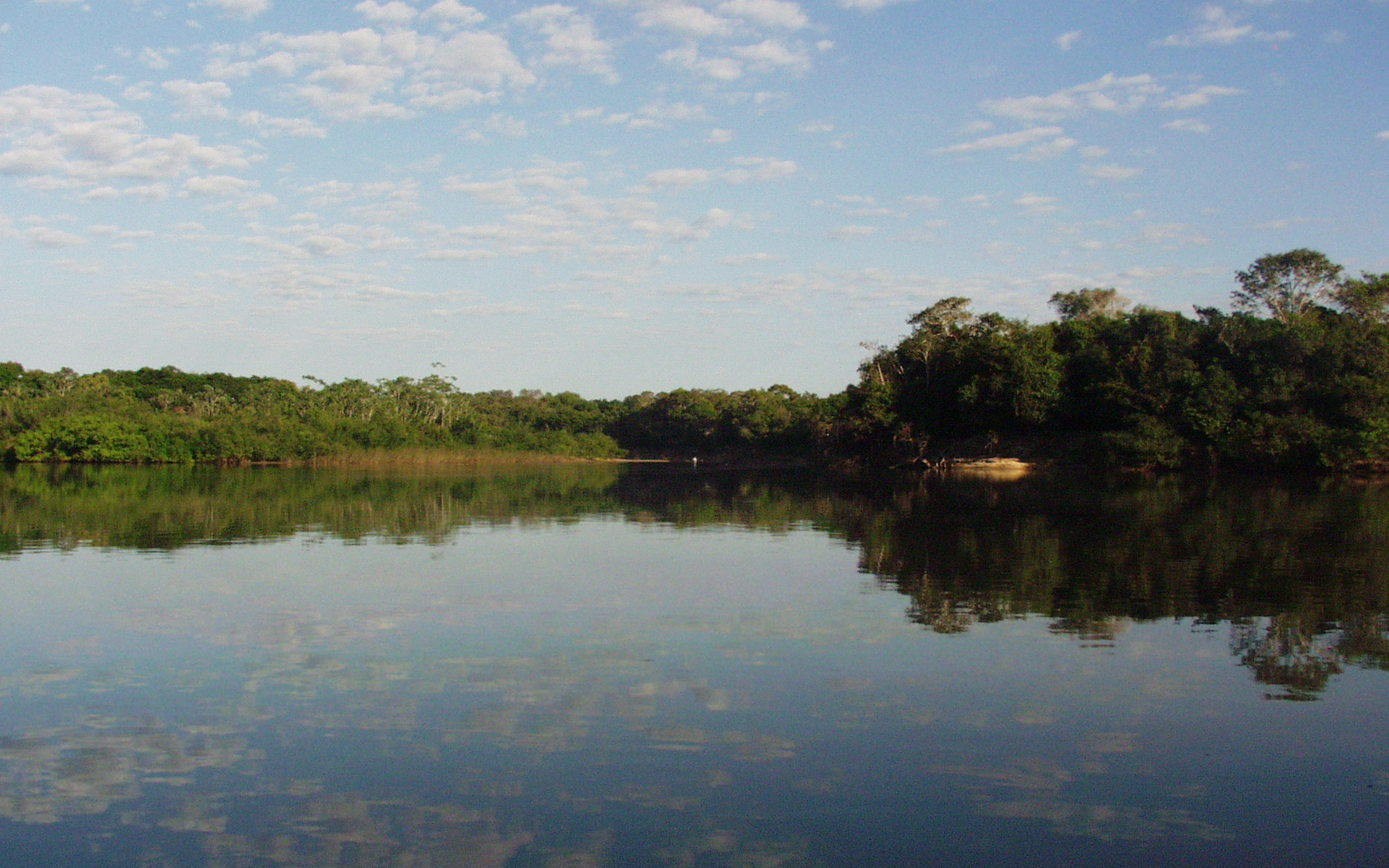
Lago Grande, un important lac du parc d’État du Cantão

Cantão constitue un écosystème de forêt tropicale située au centre du bassin de l'Araguaia, à l'extrémité sud-est de l'Amazonie, dans l’État brésilien de Tocantins. C'est l'une des zones les plus riches de l'est de l'Amazonie au regard de la biodiversité, avec plus de 700 espèces d'oiseaux, presque 300 espèces de poissons (plus que dans toute l'Europe) et de grandes populations d'espèces menacées comme la Loutre géante et le Caïman noir. Environ 90 % de cet écosystème est protégé au sein du parc d’État du Cantão.